# リー・イングルビー
リー・イングルビー（Lee Ingleby、1976年1月28日 - ）は、イギリス・ランカシャー州バーンリー出身の俳優。身長は178cm。父も俳優のゴードン・イングルビーである。London Academy of Music and Dramatic Artで演技を学び、イギリスでは多くのテレビシリーズに出演。映画やテレビに出演していないときは、積極的に舞台に出演している。

## 出演作品

### 映画
- エバー・アフター Ever After (1998)
- ファイナル・インパクト 墜落事故調査官 Impact (2002)
- マスター・アンド・コマンダー Master and Commander: The Far Side of the World (2003)
- ハリー・ポッターとアズカバンの囚人 Harry Potter and the Prisoner of Azkaban (2004) スタン・シャンパイク役
- ヘイヴン 堕ちた楽園 Haven (2004)
- ダークソード／処刑人 The Headsman (2006)
- ゾンビハーレム Doghouse (2009)
- ロスト・キング 500年越しの運命 The Lost King (2022)

### テレビ
- 孤高の警部 ジョージ・ジェントリー Inspector George Gently (2007 - 2011)
- ミス・マープル3 復讐の女神 Marple: Nemesis (2008)
- 処刑の方程式 Place of Execution (2008)
- ボブとはたらくブーブーズ (2015-) 声の出演、主人公ボブ役
- ライン・オブ・デューティ 汚職特捜班 Line of Duty (2017)